# Hùng Minh (nghệ sĩ)
Hùng Minh (sinh ngày 27 tháng 7 năm 1939) tên khai sinh là Nguyễn Ngọc Minh, là một diễn viên sân khấu người Việt Nam. Ông được biết đến qua những vai kép độc trên sân khấu cải lương.

## Tiểu sử
Hùng Minh, tên khai sinh là Nguyễn Ngọc Minh, sinh 27 tháng 7 năm 1939 tại Châu Thành, Mỹ Tho (nay là tỉnh Tiền Giang). Vì cha mất sớm nên ông theo mẹ lên Sài Gòn lập nghiệp. Năm 16 tuổi, ông xin đi theo đoàn hát Thái Bình của ông bầu Thới và được giao một số vai nhỏ như quân sĩ đứng canh gác. Được một thời gian thì đoàn ngưng hoạt động, sau đó, ông xin theo học ở gánh hát Ánh Sáng nhưng bị từ chối, biết hoàn cảnh của ông nghệ sĩ Nam Sơn đã nhận ông làm con nuôi, hướng dẫn và chỉ bảo rồi đặt cho ông nghệ danh là Hoàng Bé.
Năm 1959, ông đoạt Huy chương vàng Giải Thanh Tâm qua vai diễn Hoa Lộc Trung trong vở tuồng "Nó là con tôi" của soạn giả Hà Triều – Hoa Phượng. Trong sự nghiệp của mình, ông đã để lại ấn tượng với nhiều vai diễn về những kép độc qua nhiều vở tuồng như: "Tấm lòng của biển", "Tiếng trống Mê Linh", "Bên cầu dệt lụa", "Thái hậu Dương Vân Nga",...
Năm 1993, Hùng Minh được nhà nước Việt Nam phong tặng danh hiệu Nghệ sĩ ưu tú. Đến năm 2023, ông được phong tặng danh hiệu Nghệ sĩ nhân dân.

## Tác phẩm

### Cải lương
- Bên cầu dệt lụa (vai Hiếu Danh)
- Bóng tối và ánh sáng (vai Nguyễn Thế Nam)
- Dưới cờ Tây Sơn (vai Trần Ích Tắc)
- Đời sương gió (vai Hoàng Bá)
- Đứa con trong rừng thẳm (vai Hầu tước Sơn Trung)
- Nàng hai Bến Nghé (vai Tướng giặc)
- Nó là con tôi (vai Hoa Lộc Trung)
- Nửa đời hương phấn (vai Định)
- Người vợ không bao giờ cưới (vai Kiều Mộng Long)
- Muôn dặm vì chồng (vai Bộ Lại Thượng Thư)
- Tiếng trống Mê Linh (vai Mã Tắc)
- Thái hậu Dương Vân Nga
- Thanh gươm nữ tướng (vai Phạm Khanh)
- Tâm sự Ngọc Hân (vai Nguyễn Nhạc)
- Tấm lòng của biển (vai Cử Hưng)
- Thầy Ba Đợi (vai tổng đốc Đại Phong)
- Hoa Mộc Lan (vai Nguyên Soái)
- Lôi vũ (vai Chu Phác Viên)

### Kịch nói
- Đình cõi âm (2014)

### Phim truyền hình
| Năm  | Tựa phim                    | Vai diễn     | Đạo diễn            | Kênh phát sóng |
| 2009 | Đại gia đình                | Trần Thế Lộc | Trần Quang Đại      | VTV1           |
| 2011 | Nước rút                    |              | Nguyễn Minh Cao     | HTV7           |
| 2012 | Bản chúc thư                | Gia Bảo      | Lê Hữu Lương        | SCTV14         |
| 2012 | Cá cược cuộc đời            | Ông Hoàng    | Nguyễn Minh Cao     | HTV7           |
| 2012 | Cuộc đối đầu hoàn hảo       | Ông Nội      | Nguyễn Minh Cao     | SCTV14         |
| 2012 | Ầu ơ ví dầu                 | Ông nội Luân | Nguyễn Duy Linh     | HTV9           |
| 2013 | Bụi đời                     | Ông Bình     | Đinh Đức Liêm       | TodayTV        |
| 2014 | Đường chân trời             | Ông Tư       | Minh Trương         | HTV9           |
| 2015 | Dâu trăm họ                 | Ông Tâm      | Trần Quế Ngọc       | SCTV14         |
| 2016 | Oan gia khó tránh           | Ông Diệp     | Nhật Trung          | HTV7           |
| 2017 | Hồ sơ lửa P2 - Người ba mặt | Ông Đạt      | Đặng Minh Quang     | TodayTV        |
| 2018 | Chuyện xưa tích cũ          | Diêm Vương   | Bùi Ngọc Nam Phương | THVL1          |
| 2021 | Nghiệp sinh tử              | Diêm Vương   | Bùi Ngọc Nam Phương | THVL1          |

Và một số vai diễn, bộ phim khác

## Gia đình
Hiện nay ông sống cùng người vợ sau là nghệ sĩ Hoa Lan trong một căn nhà thuê ở TP HCM. Ông bà chung sống với nhau đã hơn 20 năm và không có con chung nhưng ông luôn yêu thương các con riêng của bà, trước khi gắn bó với nghệ sĩ Hoa Lan, ông có cuộc hôn nhân với nghệ sĩ Thanh Hương, con gái của soạn giả Năm Châu.